# センチメンタルな私小説
「センチメンタルな私小説」（センチメンタルなししょうせつ）は、1980年11月21日発売の大塚博堂のシングルである。1981年2月21日発売のアルバム『感傷』に収録された。東芝EMI移籍第1作のシングルである。

## タイアップ
- この曲は、NHKのキャンペーンソングに採用された。ちなみに、その前のキャンペーンソングも、博堂の「旅でもしようか」である。

## 収録曲
（全作詞：阿久悠／作曲：大塚博堂／編曲：チト河内）
1. センチメンタルな私小説
2. ブルーダンシング